# Deutsche Universität Prag
Die 1348 von König Karl IV. gegründete Karls-Universität wurde 1882 aufgrund zunehmender nationaler Konflikte in eine deutsche und eine tschechische Universität geteilt. Die K.k. deutsche Karl-Ferdinands-Universität bestand als selbstverantwortliche Hochschule bis 1945. In der Tschechoslowakei von 1919 unter dem Namen Deutsche Universität Prag, von 1939 bis 1945 dann als Deutsche Karls-Universität in Prag.

## Vorgeschichte
Die Universität in Prag, die älteste Universität nördlich der Alpen und östlich von Paris (Sorbonne), wurde 1348 von Karl IV. gegründet und war bis zur Gründung der Universität Wien 1365 die einzige Universität des römisch-deutschen Reiches. Die Universität hatte, anhand erhaltener Hörerlisten, am Anfang des 15. Jahrhunderts bereits über 10.000 eingeschriebene Studenten, wobei 3/4 der Studenten Deutsche und 1/7 Tschechen waren. Entsprechend paritätisch waren die Stimmenverhältnisse im Senat.
Der Streit um die Lehre des John Wyclif und das Abendländische Schisma führten zu den ersten nachhaltigen Spannungen. Die vornehmlich deutschen Professoren überstimmten den Reformator Jan Hus. Sein Mitstreiter Hieronymus von Prag setzte daraufhin bei König Wenzel IV. 1409 das Kuttenberger Dekret durch. Es sicherte der „böhmischen Nation“ ebenso viele Stimmen zu wie zuvor den anderen drei Nationes zusammen. Die übrigen Nationes waren nur noch mit einer Stimme vertreten. Die Universität war nach den vier Nationes Bayern, Sachsen, Polen und Böhmen gegliedert. Die Tschechen (Böhmen) erklärten sich mit König Wenzel für neutral, während die anderen Nationen mit Erzbischof Sbinko an Gregor XII. festhielten. Diese Reform der Universitätsverfassung führte im Mai 1409 zum Auszug vieler Studenten und Professoren. Einige gingen in die Markgrafschaft Meißen und gründeten die Universität Leipzig. Infolge dieser Streitigkeiten büßte die Universität Einfluss in Europa ein.
Kaiser Ferdinand III. vereinigte 1654 das von den Jesuiten gegründete Clementinum mit der alten Universität und belebte diese damit aufs Neue. Allerdings geriet damit das universitäre Leben unter den Einfluss des Jesuitenordens. Ab diesem Zeitpunkt benannte sich die Prager Universität Karl-Ferdinands-Universität bzw. lateinisch Universitas Carolo-Ferdinandea. Ab dem 17. Jahrhundert setzte sich dann das Deutsche mehr und mehr als Lehr- und Wissenschaftssprache durch und verwies das Latein auf den zweiten Rang. Mit dem Aufkommen der tschechischen Nationalbewegung im 19. Jahrhundert führte dies zu Spannungen mit den tschechischen Studenten, die hierin eine Benachteiligung ihrer Sprache sahen. Im Prager Pfingstaufstand von 1848 erstritten deutsche und tschechische Studenten die Einführung der tschechischen Sprache an der Karl-Ferdinands-Universität. Die Zweisprachigkeit wurde bis zur Universitätsspaltung 1882 erhalten.

## Universitätsspaltung 1882
Um 1860 verlor Prag seine seit dem 18. Jahrhundert bestehende deutschsprachige Bevölkerungsmehrheit. Dementsprechend verstärkten tschechische Politiker den Druck auf die kaiserlich-königliche Regierung in Wien mit der Forderung, an der Prager Universität eine konsequente Zweisprachigkeit einzuführen. In ihren Reihen wurde verlangt, die als Reichsanstalt gegründete Karlsuniversität in eine tschechische Landesuniversität umzuwandeln. Allerdings wurden 1863 von 187 Lehrveranstaltungen nur 22 in tschechischer Sprache abgehalten und der Rest auf Deutsch.
Der Vorschlag von 1864, eine eigene tschechische Universität zu gründen, wurde von den tschechischen Professoren zurückgewiesen, weil sie die Universitätstradition seit 1348 beanspruchten. Gleichzeitig wollten deutsche Hochschullehrer eine Tschechisierung der Prager Universität nicht hinnehmen. So kam man im Wiener Parlament 1881 zu der Übereinkunft, die Universität in eine tschechische und eine deutsche Hochschule aufzuteilen, was 1882 vollzogen wurde. Beiden Universitäten wurden die alten kaiserlichen Insignien und Archivalien zugesprochen und beide erhoben den Anspruch, in der Tradition der alten Universität zu stehen. Bei dieser, wie auch bei der nachfolgenden Sprachenverordnung, ging es um den österreichisch-tschechischen Ausgleich in Österreich-Ungarn.

### Aufteilungsmodus
1890 umfassten
- die k.k. deutsche Karl-Ferdinands-Universität vier Fakultäten mit 146 Lehrern und 1.483 Studenten und
- die k.k. böhmische Karl-Ferdinands-Universität drei Fakultäten mit 112 Lehrern und 2.191 Studenten.

Gemeinsam teilten sie sich das Klinikum, die wissenschaftlichen Institute, die Bibliothek und den Botanischen Garten. Die deutsche Karl-Ferdinands-Universität hatte zwar dem Gesetz nach den gleichen Status wie die tschechische Karl-Ferdinands-Universität, hatte aber in Wirklichkeit vor allem materiell die ungleich besseren Ausgangsbedingungen. Die Institute, Kabinette und Bibliotheken sowie die Kliniken an den medizinischen Fakultäten waren nämlich anhand dessen aufgeteilt worden, für welche Universität sich die einzelnen Professoren entschieden hatten. Aufgrund der ungleichen Entwicklung vor der Teilung waren die Professoren zumeist Deutsche, die selbstverständlich an der deutschen Universität weiter lehren wollten. Was nichts anderes bedeutete, als dass die tschechische Universität in vielerlei Hinsicht von Grund auf neu errichtet werden musste.

## Blüte der deutschsprachigen Fakultäten

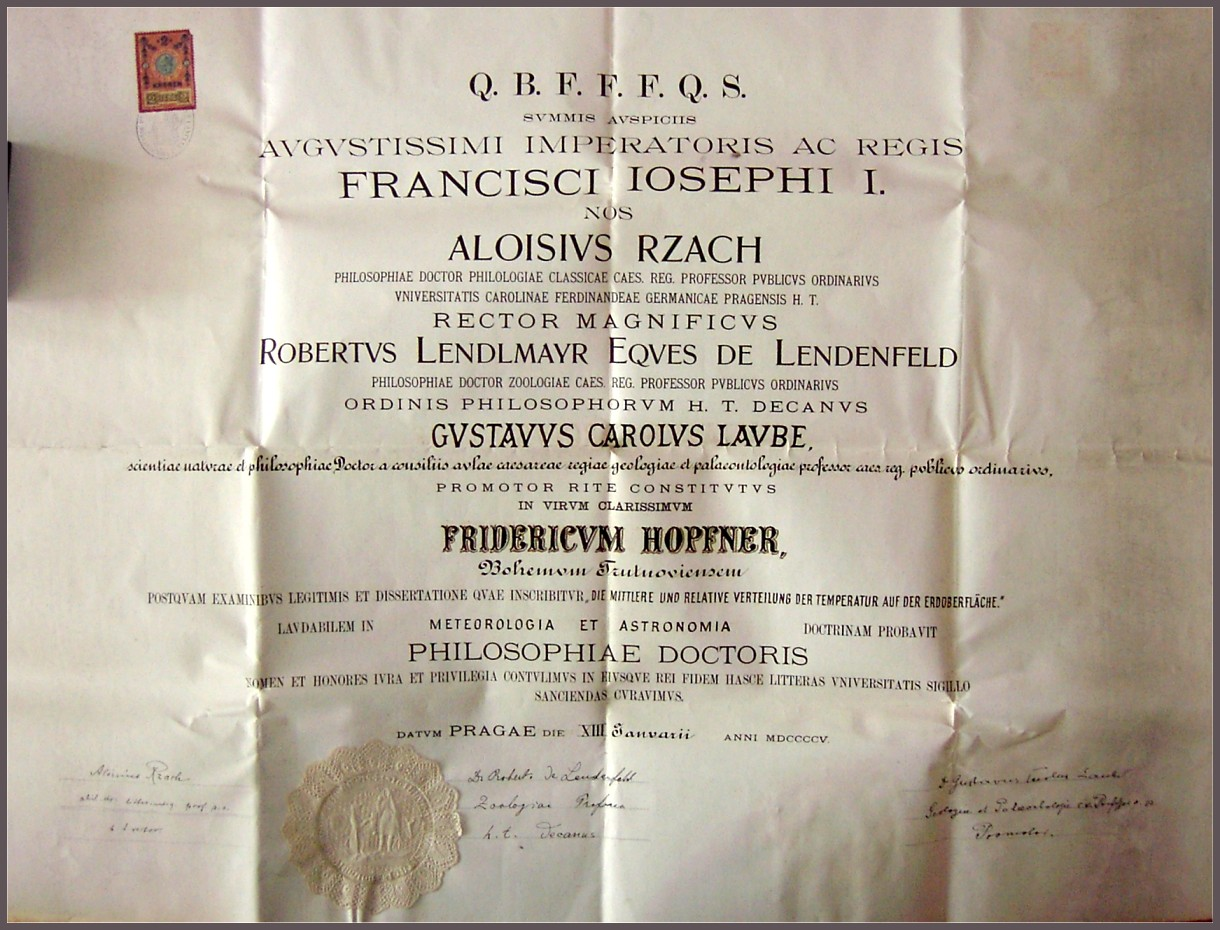
Promotionsurkunde (70 × 51 cm) für Friedrich Hopfner (13. Januar 1905) von der deutschen Karl-Ferdinands-Universität

Ihre Blütezeit erlebten die deutschsprachigen Fakultäten der Karl-Ferdinands-Universität vor dem Ersten Weltkrieg. Weltbekannte Wissenschaftler gehörten zu ihrem Lehrkörper: etwa der Physiker und Philosoph Ernst Mach, der Indologe Moritz Winternitz, der Entdecker der Relativitätstheorie Albert Einstein. Aber auch unter den Studenten findet man prominente Persönlichkeiten, wie z. B. die späteren Schriftsteller Max Brod, Franz Kafka und Johannes Urzidil. 1908 wurde erstmals an der deutschen Karl-Ferdinands-Universität eine Frau promoviert.
Hauskorporation war der Universitäts-Gesang-Verein „Liedertafel der deutschen Studenten in Prag“ (UGV, gegründet 1869), die heutige Prager Universitäts-Sängerschaft „Barden“ (seit 1948 in München ansässig). Etliche Professoren (z. B. Ernst Mach) und Rektoren gehörten zu ihren Mitgliedern. Der Chor der Sängerschaft konnte in den Räumen der Universität proben und im deutschen Studentenheim wurden Räume zur Verfügung gestellt.
Für die Studenten war die 1848 gegründete Lese- und Redehalle der deutschen Studenten in Prag ein wichtiger gesellschaftlicher und wissenschaftlicher Mittelpunkt. So verfügte die Bibliothek über 23.519 Bände aus allen Fachbereichen (Stand Februar 1885). Zur Benutzung durch die Vereinsmitglieder lagen aus:
248 wissenschaftliche Zeitschriften, 19 Tagesblätter politischen Inhalts, 49 periodische Blätter politischen Inhalts sowie 34 Unterhaltungsblätter, u. a. Fliegende Blätter (Stand 1885).
Es wurden regelmäßig Vorträge wissenschaftlichen, aber auch politischen Inhalts gehalten, sowie Feste, Kommerse, Ausflüge und Bälle veranstaltet.

## Insignienstreit
Schon im Herbst 1918, also noch vor dem Zerfall der Habsburgermonarchie und der Gründung der Ersten Tschechoslowakischen Republik, forderten tschechische Politiker von der deutschen Hochschule die Herausgabe der Universitäts-Insignien an die tschechische Universität. Mit den Insignien der Prager Universität sind die Gründungsurkunde von 1348, die aus dem 17. Jahrhundert stammenden Zepter der vier Fakultäten und des Rektors, sowie dessen Amtskette gemeint. Der damalige Rektor der deutschen Universität, August Naegle, widersetzte sich diesen Forderungen jedoch energisch.
Gegen die folgende militärische Besetzung der deutschen Universitätsgebäude protestierte Naegle persönlich vor dem tschechischen Ministerpräsidenten Karel Kramář. 1909 hatte die tschechische Universität (Karlo-Ferdinandova univerzita) bereits 4.300 Studenten, während an der deutschen Universität (Karl-Ferdinands-Universität) nur noch 1.800 Studenten immatrikuliert waren. 1920 wurde die Lex Mareš erlassen, die nach ihrem Initiator, dem Professor der Physiologie František Mareš, benannt und bekannt wurde. Darin wurde bestimmt, dass die tschechische Universität die einzige Nachfolgerin der Ur-Universität sei. Sie benannte sich ab 1920 um in Karls-Universität, während die deutsche Universität diesen Zusatz Karls- aus ihrem Namen streichen sollte. Begründet wurde der Anspruch der tschechischen Universität damit, dass die Universität 1348 von Karl I. als König von Böhmen und eben nicht von Karl IV. als Kaiser des Heiligen Römischen Reiches gegründet worden war. Dass Karl die Hochschule als Reichsuniversität, d. h. in seiner Funktion als römisch-deutscher Kaiser, gegründet haben soll, wurde per Dekret als falsche Meinung ausgelegt.
Staatspräsident Tomáš Garrigue Masaryk erkannte aber, dass August Naegle die Insignien der Universität bis zum äußersten verteidigen würde. Bei der tschechoslowakischen Volkszählung von 1930 gaben noch 42.000 Prager Deutsch als Muttersprache an, sie lebten vor allem im Stadtzentrum (Stadtteile Altstadt und Kleinseite). So setzte erst nach August Naegles Tod im Oktober 1932 der Streit um die Insignien erneut ein. Der Auftakt war 1934, als das Hauptgebäude der Universität, das Carolinum, im Grundbuch der tschechischen Universität eingetragen wurde. Die nationalen Spannungen verschärften sich, obwohl einige Professoren der Karl-Ferdinands-Universität Mitglieder der tschechoslowakischen Regierung waren, wie z. B. Franz Spina, oder Robert Mayr-Harting. Der Rektor der Karls-Universität, Karel Domin, erwirkte beim Unterrichtsministerium einen diesbezüglichen Erlass. Am 21. November 1934 wurde dem Rektor der Deutschen Universität Professor Grosser unterbreitet, dass er die Insignien an die tschechische Hochschule auszuliefern habe. Deren Senat entsandte darauf eine Abordnung zum Unterrichtsministerium, um zu protestieren.
Am Mittag des 24. November 1934 sammelten sich mehrere Tausend Studenten der Karls-Universität vor dem deutschen Universitätsgebäude. Ihr Rektor Karel Domin hielt eine flammende Ansprache, und auf seinen Appell hin setzte die Menge zur Erstürmung an, während die Studenten der Deutschen Universität erbitterten Widerstand leisteten. Unter dem Eindruck dieser gewalttätigen Ausschreitungen entschloss sich der Rektor Grosser am darauf folgenden Tag, die Insignien zu übergeben, nachdem eine Übereinkunft, wie etwa die gemeinschaftliche Nutzung für beide Universitäten, von dem Senat der Karls-Universität kategorisch abgelehnt wurde. Der Insignienstreit von 1934 belastete das Verhältnis beider Hochschulen aufs Äußerste. Für die deutsche Minderheit in der Tschechoslowakei war die Deutsche Universität der kulturelle, sprachliche und nationale Rückhalt, während für die tschechische Mehrheit der Besitz der Insignien den Anspruch auf eine homogene, nationale Identität symbolisierte.
Als Folge der nationalistischen Radikalisierung verließ neben anderen der Naturphilosoph Rudolf Carnap die Deutsche Universität in Prag und emigrierte in die USA.
Nach dem Münchener Abkommen im Herbst 1938 wanderten zahlreiche Hochschullehrer der deutschen Universität ins Deutsche Reich ab. Nach der deutschen Annexion Tschechiens im März 1939 gab ein Vertreter des Reichsprotektors die Insignien der Deutschen Universität am 30. August 1939 zurück. Als darauf Demonstrationen tschechischer Bürger und Studenten im Gefolge des tschechischen Nationalfeiertags am 28. Oktober einsetzten, ließ der Reichsprotektor Konstantin von Neurath am 17. November 1939 in der Sonderaktion Prag neun sog. Rädelsführer erschießen. Etwa 1.200 tschechische Studenten wurden im Konzentrationslager Sachsenhausen interniert und erst 1942 wieder freigelassen. Alle tschechischen Hochschulen wurden am 17. November 1939 für vorerst drei Jahre geschlossen; sie wurden jedoch bis zum Kriegsende nicht wieder geöffnet. Auch wurden während der deutschen Besetzung jüdische Hochschullehrer und Studenten beider Universitäten verfolgt und viele ermordet.

## Nationalsozialismus und das Ende

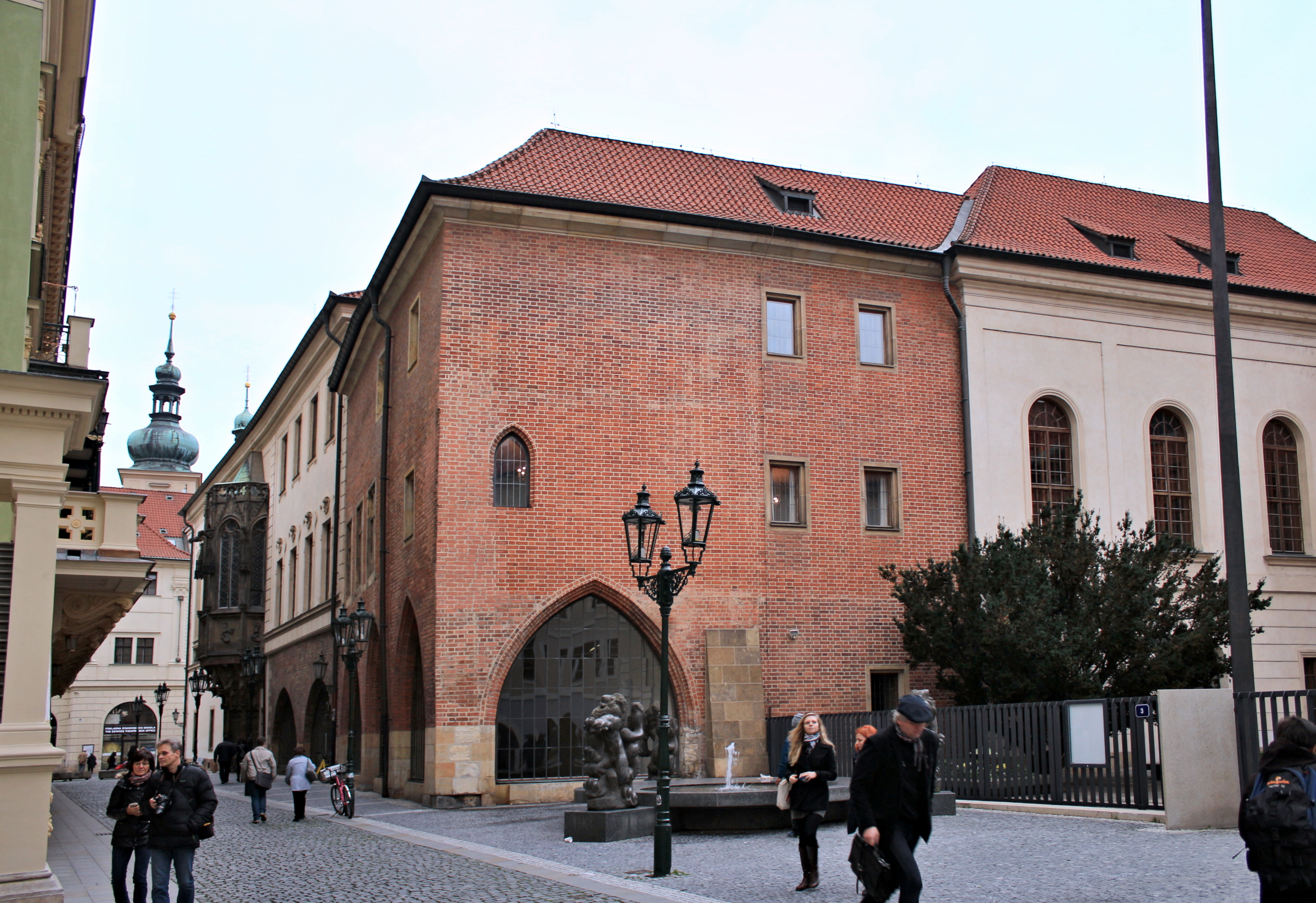
Carolinum

Am 15. März 1939 wurde Prag von deutschen Truppen besetzt. Die Deutsche Universität Prag wurde dem Reichserziehungsministerium unter Bernhard Rust unterstellt und zur Reichsuniversität Prag erklärt. Für viele Professoren jüdischer Herkunft war es nicht mehr möglich, an der Universität weiterzuwirken (z. B. Hans Kelsen, Emil Utitz). Auch „jüdisch versippte“ Hochschullehrer mussten den Lehrkörper verlassen, so etwa der Anatom Franz Luksch, weil er mit einer Jüdin verheiratet war. Bis Kriegsende wurde einzig an dieser Universität in Prag (in deutscher Sprache) gelehrt, die offiziell in Deutsche Karls-Universität in Prag umbenannt wurde. Zahlreiches Material und auch Gebäude der tschechischen Universität wurden der deutschen Universität übergeben, weil das NS-Regime am 17. November 1939 alle tschechischsprachigen Hochschulen schließen ließ. Leiter des Studentenwerks war ab 1941 Hanns Martin Schleyer.

### SS-Universität
Eine Besonderheit der Deutschen Karls-Universität war, dass nicht das Reichserziehungsministerium oder das seitens der NSDAP zuständige Amt Rosenberg den ersten Zugriff auf die Universität hatte, sondern die SS und ihr Sicherheitsdienst. Der NSD-Studentenbund trat nach der Besetzung vom März 1939 gegenüber der SS in den Hintergrund. Rektor wurde 1940 der SS-Führer Wilhelm Saure. Die SS war bemüht, die Universität auf eine interdisziplinär arbeitende Volkstumsforschung zu verpflichten. Dazu gehörte die Gründung einer „Reichsstiftung für deutsch-slawische Forschung“, später „Reinhard-Heydrich-Stiftung - Reichsstiftung für wissenschaftliche Forschung“. Ihr Gründer und stellvertretender Leiter Hans Joachim Beyer war Soziologieprofessor in Prag und SD-Führer. Dank der Kontrolle über sie konnten SS und SD Prag in den letzten zwei Kriegsjahren zum zentralen Experimentierfeld einer rassenbiologisch, sozialanthropologisch und völkerpsychologisch orientierten Selektionswissenschaft ausbauen. Zu Gunsten der Sozialanthropologie verschwand etwa die Indologie und die zweite althistorische Professur wurde in eine solche für Volksforschung umgewandelt, ebenso die zweite philosophische in eine für Zeitungswissenschaft. Neu geschaffen wurden die Lehrstühle für Neuere Geschichte unter besonderer Berücksichtigung Südosteuropas, für Volkskunde und Stammesgeschichte Mährens und für Sozial- und Völkerpsychologie. Das neue Institut für Bauern- und Bodenrecht der Rechts- und Staatswissenschaftlichen Fakultät wurde im Haus der SS-Standortkommandantur eingerichtet.
Der Anthropologe Bruno Kurt Schultz (1901–1997), eine der zentralen Figuren des SS-Rasse- und Siedlungshauptamtes, erhielt 1942 einen eigens für ihn geschaffenen Lehrstuhl für Rassenbiologie. Während des Krieges führte Schultz in Europa „Rassenmusterungen“ durch und versuchte, die Bevölkerungspolitik im Protektorat nach Maßstäben der SS zu lenken.

### Ende
Beim Einmarsch der Roten Armee im Mai 1945 in Prag fielen der Verfolgung der Prager Deutschen unter anderem 30 Professoren und zahlreiche Studenten der Universität zum Opfer. Mit dem Dekret Nr. 112 des tschechoslowakischen Präsidenten Edvard Beneš vom 18. Oktober 1945 wurde die Auflösung der deutschen Universität verfügt, nachdem die (tschechische) Karls-Universität im Sommer wieder ihren Betrieb aufgenommen und ihre alten Plätze wieder eingenommen hatte. Zum Datum der Schließung der deutschen Universität wurde rückwirkend der 17. November 1939 erklärt, als neun Studenten von der Polizei erschossen und die tschechische Karls-Universität und andere tschechische Bildungseinrichtungen geschlossen worden waren. Das Archiv der ehemaligen Karl-Ferdinands-Universität befindet sich im Universitätsarchiv der Karls-Universität.
1948/49 verfolgte Wilhelm Weizsäcker Pläne für eine Wiederbegründung der Juristischen und der Philosophischen Fakultät der ehemaligen Karl-Ferdinands-Universität in Augsburg.
Die Medizinische Fakultät sollte in Regensburg wiederbegründet werden: Auf Anregung von Dietrich Wilhelm Jahn trafen sich die verbliebenen Mitglieder der Deutschen Medizinischen Fakultät der Deutschen Universität (DMF) und der medizinischen Fakultät der Reichsuniversität am 26. Mai 1949 in Regensburg im Kurfürstenkollegium des Rathauses zu einer letzten Sitzung. Bei seiner Begrüßung betonte Maximilian Watzka, inzwischen in Mainz, dass die Mitglieder der Prager Deutschen Medizinischen Fakultät „völlig schuldlos an ihrem harten Schicksal gewesen seien und bis zum letzten Augenblick des Zusammenbruchs auf ihrem Posten ausgeharrt hätten. Viele Mitglieder seien beim Aufstand zum Opfer des Hasses geworden“. Tschermak-Seysenegg verlas eine Liste der 33 seit dem 5. Mai 1945 ums Leben gekommenen Fakultätsangehörigen, die während des Aufstandes oder danach infolge von Misshandlungen, Entbehrungen und Krankheit starben oder Suizid begingen. In einer gemeinsamen Erklärung wurde die Bayerische Staatsregierung gebeten, die Tradition der Medizinischen Fakultät der Deutschen Karls-Universität in Prag an der neu gegründeten Medizinischen Fakultät in Regensburg fortzuführen, und den aus Prag vertriebenen Professoren und Dozenten Titel, Rang und Rechte an deutschen und österreichischen Universitäten zuzuerkennen. Den 3 Millionen Sudetendeutschen stünde eine eigene Universität in Deutschland zu. Historisch wurde durch Koerting darauf verwiesen, dass 1409 die Prager Tradition in Leipzig, und nach dem Ersten Weltkrieg die der Universität Straßburg in Frankfurt fortgesetzt wurde. Mit der rückwirkenden Auflösung der Prager Deutschen Universität könne einer Fortsetzung auf deutschem Boden nichts entgegenstehen. Zu einer solchen Fortsetzung der Prager Tradition an einer deutschen Universität kam es aber nicht. Die Bayerische Landesärztekammer unterstützte jedoch die Veröffentlichung des Buches. 
„Keine andere Stadt ist wie Regensburg berufen, die Tradition der ersten deutschen Universität wieder aufzunehmen, und dies ist in der Tat eine deutsche Angelegenheit. Nach dem letzten Krieg wurde die medizinischen Studien in Regensburg durch Angehörige der Prager Universität ins Leben gerufen. Ihre Tätigkeit war einer der Gründe, weshalb Regensburg die „Stadt der Sudetendeutschen“ wurde. Bereits 1949 hat die Prager Medizinische Fakultät die bayerische Staatsregierung in einer Resolution gebeten, im Fall der Gründung einer vierten Landesuniversität diese mit der Pflege ihrer Tradition zu betrauen. Anlässlich der Regensburger und Universitätskundgebung im März 1961 wurde diese Bitte für den gesamten akademischen Bereich einer Neugründung in Regensburg wiederholt, um ihr das Ansehen zu verleihen und die Verpflichtung aufzutragen, die aus einer über 600 Jahre alten Geschichte geistiger Entwicklung erwächst.“

## Personen
Hochschullehrer (Auswahl)
Friedrich Adler, Josef Albert Amann, Alfred Amonn, Günther Beck von Mannagetta und Lerchenau, Gustav Becking, Oskar Bail, Friedrich Behrens, Johann Böhm, Herbert Cysarz, Alois Martin David, Christian Doppler, Albert Einstein, Anton Ernstberger, August Fournier, Philipp Frank, Gerhard Gesemann, Anton Gindely, Walter Glaser, Heinrich Gleißner, Hans Großmann-Doerth, Eduard Gundling, Josef Hanika, Hugo Hecht, Gustav Herbig, Heinrich Hilgenreiner, Karl Hilgenreiner, Franz Hofmeister, Josef Hohlbaum, Friedrich Hopfner, Otto Kahler, Hans Kelsen, Philipp Knoll, Gottfried Koller, Paul Kornfeld, Horaz Krasnopolski, Anton Lampa, Gustav Karl Laube, Ernst Mach, Robert Mayr-Harting, Gustav Meyer, August Naegle, Paul Nettl, Raphael Pacher, Matthias Pangerl, Otto Peterka, Eugen Petersen, Hans Petersson, Josef Pfitzner, Erhard Preißig, Alfred Pribram, Ernst Pringsheim junior, Eugen Rippl, Maximilian Rosenberg, Georg Sacke, August Sauer, Heinrich Alfred Schmid, Edmund Schneeweis, Ferdinand Josef Schneider, Rudolf Schreiber, Johann Friedrich von Schulte, Alwin Schultz, Ernst Schwarz, Martin Sicherl, Friedrich Slotty, Ludwig Spiegel, Friedrich von Stein, Otto Stein, Samuel Steinherz, Karl Maria Swoboda
, Herbert Tietze, Erich Trunz, Johannes Urzidil, Alfred Weber, Edmund Weil, Wilhelm Weizsäcker, Felix Weltsch, Robert Weltsch, Friedrich von Wieser, Gustav Philipp Otto Willmann, Eduard Winter, Moritz Winternitz, Alfred Woltmann, Ferdinand Friedrich Zimmermann
Bekannte Studenten (Auswahl)
Fridolin Aichner, Oskar Benda, Ferdinand Blumentritt, Max Brod, Carl Friedrich Heinrich Credner, Vincenz Czerny, Karl W. Deutsch, Karl Hermann Frank, Anton Gindely, Hermann Grab, Julius Gundling, Erich Heller, Jakob Jatzwauk, Hugo Jury, Franz Kafka, Karl I. von Österreich, Guido Kisch, Wilhelm Klein, Arthur Mahler, Josef Neuwirth, Theodor Petřina, Ferdinand Pfohl, Oskar Pollak, Eduard Prokosch, August Leopold von Reuss, Rainer Maria Rilke, Herbert Schediwy